# Zita de Bourbon-Parma
Prințesa Zita de Bourbon-Parma (Zita Maria delle Grazie Adelgonda Micaela Raffaela Gabriella Giuseppina Antonia Luisa Agnese; n. 9 mai 1892, Viareggio, Toscana, Italia – d. 14 martie 1989, Zizers⁠(d), cantonul Graubünden, Elveția) a fost soția împăratului Carol I al Austriei. Ca urmare, a fost ultima împărăteasă a Austriei, regină a Ungariei și a Boemiei.

## Primii ani
Prințesa Zita de Bourbon-Parma s-a născut la Villa Pianore în provincia italiană Lucca, la 9 mai 1892. Numele neobișnuit Zita i-a fost dat după o populară sfânta italiană care a trăit în Toscana în secolul al XIII-lea.:16 A fost a treia fiică și al cincilea copil al ducelui detronat Robert I, Duce de Parma și a celei de-a doua soții, Infanta Maria Antonia a Portugaliei. Tatăl Zitei pierduse tronul ca urmare a mișcării pentru unificarea italiană în 1859 când era încă un copil. Tatăl ei avea 12 copii din prima căsătorie cu Maria Pia a celor Două Sicilii (șase din ei au fost retardați mintal și trei au murit la vârste fragede).
Duke Robert a devenit văduv în 1882 și doi ani mai târziu s-a căsătorit cu Infanta Maria Antonia a Portugaliei.:1 A doua căsătorie a produs tot 12 copii. Zita a fost al 17-lea copil din cei 24 ai Ducelui Robert. Robert locuia cu marea sa familie fie în Villa Pianore fie la castelul său din Schwarzau, Austria. Cea mai mare parte din an o petreceau în Austria mutându-se în Pianore iarna.
Zita și frații ei vorbeau italiana, franceza, germana, spaniola, portugheza și engleza. La vârsta de zece ani Zita a fost trimisă la școală la Zanberg, unde a urmat un regim strict de studiu și de instruire religioasă.
A fost chemată acasă în toamna anului 1907, la moartea tatălui ei. Bunica ei maternă le-a trimis pe Zita și pe sora ei Franziska la o mănăstire în Isle of Wight pentru a-și finaliza educația. Trei dintre surorile Zitei au devenit călugărițe, și, pentru un timp, și Zita a luat în considerare acest gând.

## Căsătorie

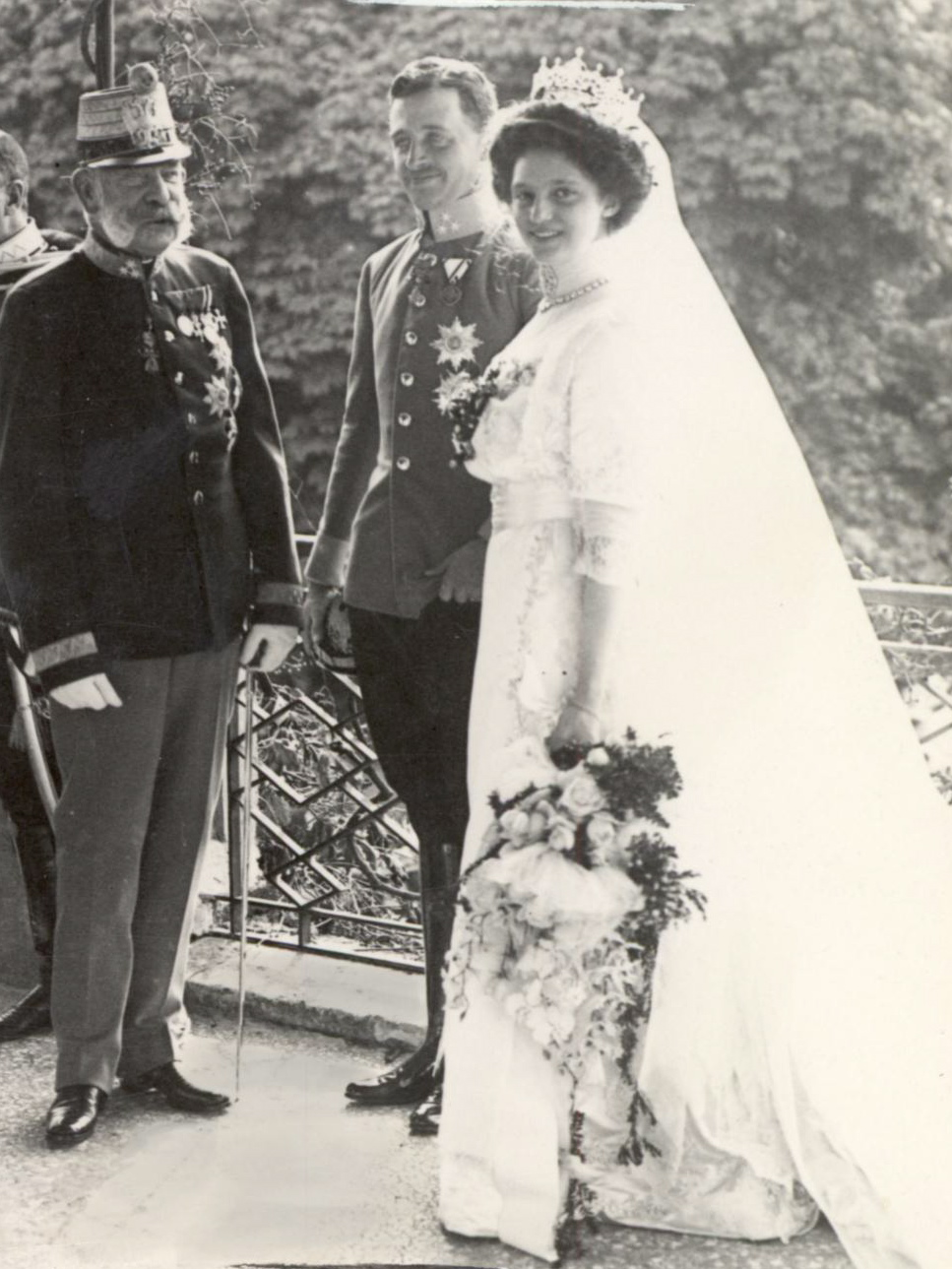
Nunta Arhiducelui Carol al Austriei și a Prințesei Zita de Bourbon-Parma, Palatul Schwarzau, 1911.

În vecinătatea Castelului Schwarzau era Casa Wartholz, reședința Arhiducesei Maria Tereza a Austriei, mătușa maternă a Zitei. Ea era mama vitregă a Arhiducelui Otto care a murit în 1906 și bunica vitregă a Arhiducelui Carol de Austria-Este, în acel moment al doilea în linia de succesiune la tronul austriac. Cele două fiice ale Marie Tereza erau verișoare primare ale Zitei și mătuși ale lui Carol. Copii fiind Zita și Carol s-au întâlnit însă apoi nu s-au mai văzut zece ani timp în care și-au desăvârșit educația.
În 1909, regimentul lui de dragoni staționa la Brandeis on the Elbe, de unde Carol a plecat să-și viziteze mătușile la Franzensbad. În timpul acestor vizite, Carol și Zita s-au îndrăgostit. Carol era presat să se căsătorească (unchiul său Franz Ferdinand făcuse o căsătorie morganatică iar copiii lui erau excluși din linia de succesiune la tron). După ce în toamna anului 1910 au apărut zvonuri despre logodna Zitei cu ruda sa îndepărtată Don Jaime, Duce de Madrid, Arhiducele Carol i-a cerut mâna Zitei iar anunțul logodnei a fost făcut public la 13 iunie 1911.
Zita s-a căsătorit cu Carol I al Austriei la Castelul Schwarzau la 21 octombrie 1911. Împreună au avut 8 copii, primul fiind prințul Otto (născut în 1912). Se crede ca ar fi fost în spatele încercărilor soțului său de recâștigare a tronului Ungariei, unde monarhia a fost reinstaurată sub regența amiralului Horthy după sfârșitul Primului Război Mondial .
După decesul soțului său în 1922, Zita a fost văduvă timp de 67 ani. Zita a părăsit Madeira și a trăit în Franța, Spania, Belgia, Canada și Statele Unite. La bătrânețe, din 1962 a trăit la Zizers, Graubünden, Elveția la o fostă mănăstire franciscană , unde a și decedat. A fost o ferventă catolică.
În 1982, guvernul austriac i-a redat dreptul de intrare în Austria, cu toate ca ea nu a renunțat la pretențiile asupra tronului. E înmormântată în Cripta Imperială din Viena , având funeralii fastuoase la care au participat oficiali și lideri politici, inclusiv un reprezentant al papei Ioan Paul al II-lea.